# ハーラル3世 (デンマーク王)
ハーラル3世（デンマーク語: Harald 3., 1041年 - 1080年4月17日）は、デンマーク王（在位：1076年 - 1080年）。雌鳥王（ヘン、デンマーク語: Hen）の名でも知られる。

## 生涯
スヴェン2世の庶子。1069年、父王のイングランド遠征に叔父のアスビョルン、弟のクヌーズと共に従軍した。
1076年に父王が死去すると、オシェーレト近郊のイショールにおける集会で弟のクヌーズを抑えて王に選出された。この集会でハーラルは既存法に拠った統治を宣言した（ハーラルの法）。その治世はクヌーズをはじめとした多くの兄弟の反対に遭ったが、教皇グレゴリウス7世の仲介により、兄弟と力を合わせるように助言され、その支持を得た。
ハーラル3世は集会で自身を支持した貴族の意に沿う統治を行った。大規模な戦争を行わず貨幣改革に意を注ぎ、リーベ・ヴィボー・ルンド・スリースウィーに造幣局を設立した。さらに王室林の公共利用を始めた。デンマークの法慣習の変更にも取り組み、それまでの決闘裁判や試練裁判に代わって、裁判で特定数の栄誉ある男性が証人として当事者に代わって被告の無実を宣誓するように呼びかけるイングランドの制度を導入した。父王の方針を引き継いで、デンマークにも大司教区を置くよう教皇に求めたとされるが、果たせなかった。
1080年4月17日に死去し、スコーネのダルビー教会に埋葬された。その死因についてはブルガダ症候群の可能性が示唆されている。子がなかったため、王位は弟のクヌーズが継承した（クヌーズ4世）。

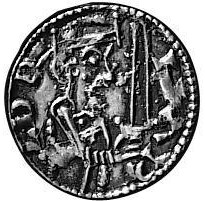
ハーラル3世の硬貨
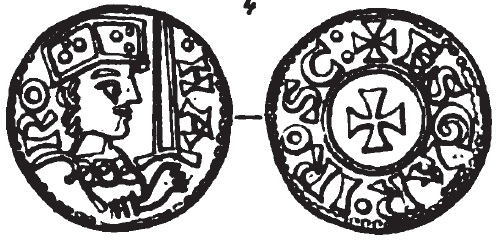
ハーラル3世の硬貨
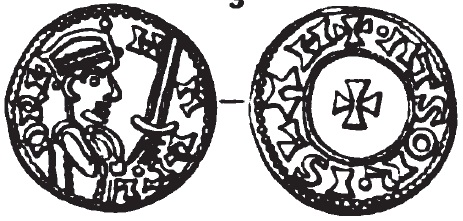
ハーラル3世の硬貨

## 参考資料
- ジョン・ヘイウッド 著、伊藤盡監訳、村田綾子 訳『図説 ヴァイキング時代百科事典』柊風舎、2017年4月25日。ISBN 978-4-86498-042-5。
- ジョン・E・モービー 著、堀田郷弘 訳『和英・英和 世界歴代統治者名辞典―紀元前3000～現代』東洋書林、2001年10月15日。ISBN 978-4887215658。
- ジョン・E・モービー 著、堀田郷弘 訳『世界歴代王朝・王名ハンドブック』柊風舎、2014年5月15日。ISBN 978-4864980135。
- 下津清太郎編 編『世界帝王系図集 増補版』近藤出版社、1987年10月1日。ISBN 978-4772504065。
- 小澤実（著）、佐藤, 彰一（編）「ルーン石碑から国王証書へ : 11･12世紀デンマークにおける土地所有確認の変容」『ピエール・トゥベール教授招聘事業報告書』、名古屋大学大学院文学研究科、2007年9月、11-17頁。

| スタブアイコン | サブスタブ | この項目は、まだ閲覧者の調べものの参照としては役立たない、人物に関連した書きかけの項目です。この項目を加筆・訂正などしてくださる協力者を求めています（P:人物伝/PJ:人物伝）。 |